# Most Hlávki
Most Hlávki (cz. Hlávkův most) – most na Wełtawie, w Pradze, stolicy Czech. Znajduje się między mostem Štefánika i wiaduktem Negrelliego. Właściwie są to dwa mosty, które łączą główny dworzec kolejowy z dzielnicą Bubny i Holešovice. Jest to również jedyny most, który łączy wyspę Štvanice z resztą miasta. 